# 方国栋
方国栋（？—1677年），顺天大兴（今北京大兴）人，字干霄，号艾贤，是一名清朝政治人物。举人出身。
1646年（顺治三年）举人，历任蠡县教谕，刑部郎中，广东海北道佥事，江南苏松常道参议。1659年（顺治十六年）平广东“海寇”，释雷州廉州两府富户之冤。方国栋曾于1673年接替韩佐周任苏松道道员一职，筑太湖堤岸，修浚太湖堤闸，修沿海墩台及吴淞、刘河两闸，工费不以扰民，罢江南市布五万匹，禁兵扰民。1678年由单务嘉接任。1677年（康熙十六年）方国栋卒。

## 延伸阅读
[在维基数据编辑]
 《清史稿/卷247》，出自趙爾巽《清史稿》